# 武汉大学健康学院
武汉大学健康学院是武汉大学的一个学院，位于医学部，始建于2001年。
学院现设有公共卫生与预防医学一级学科博士点和一级学科硕士点、博士后流动站，在中国教育部2009年公布的一级学科评估中排名第12，是湖北省一级学科重点学科。
2016年7月，HOPE护理学院和公共卫生学院合并，成立武汉大学健康学院。

## 历史
- 1983年湖北医学院护理系开办夜大护理本科。
- 1985年成立护理系，招收全日制护理专科。
- 1993年护理系开设全日制本科。
- 2001年创建公共卫生学院。[2]
- 2002年与美国世界健康基金会（Project HOPE）合作创立HOPE护理学院。[5]
- 2014年，接收第三期USAID资助成立学院综合模拟复中心。2008年以来，美国国际开发署（USAID）共向学院提供逾200万美元支持。[6]
- 2016年7月，HOPE护理学院和公共卫生学院合并，成立武汉大学健康学院。

## 本科
- 预防医学
- 全球健康本科[2]
- 护理学

## 研究生
- 硕士
  - 劳动卫生与环境卫生学
  - 流行病学与卫生统计学
  - 营养与食品卫生学
  - 卫生毒理学
  - 社会医学与卫生事业管理学
- 博士
  - 劳动卫生与环境卫生学
  - 社会医学与卫生事业管理学[2][7]
  - 护理学